# Joseph Ferrant
Joseph Louis Amédé Ferrant (Ronse, 8 maart 1880 - Charleroi, 27 augustus 1917) was een Belgisch verzetsstrijder en spion die voor het vuurpeloton is gestorven tijdens de Eerste Wereldoorlog.

## Levensloop
Ferrant was een textielfabriekant en zoon van Auguste Ferrant (1847-1939), volksvertegenwoordiger voor het arrondissement Oudenaarde, en Justine Braeckman (1860-1944). Geboren te Ronse in een gezin met vijf kinderen. Hij trouwde op 10 augustus 1903 met Alida Menier (1860-1944).
Nadat hij werd geëxecuteerd, werd de straat waar hij woonde hernoemd naar zijn naam.

### Onderscheidingen
- De Vuurkruis (België)
- De Leopoldsorde (België)
- De Medaille Civique (België)